# Калароа
Калароа (бенг. কলারোয়া, англ. Kalaroa) — город на юго-западе Бангладеш, административный центр одноимённого подокруга. Площадь города равна 14,94 км². По данным переписи 2001 года, в городе проживало 24 845 человек, из которых мужчины составляли 50,97 %, женщины — соответственно 49,03 %. Плотность населения равнялась 1663 чел. на 1 км². Уровень грамотности населения составлял 39,9 % (при среднем по Бангладеш показателе 43,1 %). 